# Alcohol You
Alcohol You — пісня румунської співачки Роксен, яка була випущена 21 лютого 2020 року лейблом Global Records. Текст пісні написали Йонут Армаш і Breyan Isaac, а продюсуванням займався Viky Red. Пісня «Alcohol You» здобула перемогу на конкурсі відбору і мала представляти Румунію на Євробаченні 2020, але цей конкурс був скасований через пандемію COVID-19. Раніше Роксен була обрана внутрішнім голосуванням представником Румунії телекомпанією TVR.
Музично, трек є баладою, яка розповідає про такі емоції, як смуток, відчай, надія, ностальгія і пошук душевного спокою. Композиція має мінімалістичний стиль і натхненна музикою Біллі Айліша. «Alcohol You» загалом отримала схвальні відгуки від музичних критиків, які високо оцінили її текст та вокальне виконання Роксен. Для просування пісні було випущено лірик-відео на YouTube, яке з'явилося одночасно з цифровим релізом треку. У відео, знятому Богданом Пеуном, Роксен показана перед неоновим ескізом самої себе у супроводі світлових і димових ефектів. Також співачка виконала «Alcohol You» на місцевому ток-шоу La Măruță у лютому 2020 та на радіостанції Virgin в березні 2020 року.

## Передумови і композиція
Текст пісні «Alcohol You» був написаний Бреяном Айзеком і Йонутом Армашем. Останній разом з єдиним продюсером пісні Viky Red створив композицію. Лейбл Global Records випустив пісню для цифрового завантаження в різних країнах 21 лютого 2020 року. Лірично «Alcohol You» є «драматичною» баладою, в якій обговорюються такі емоції, як смуток, відчай, надія, ностальгія та пошук душевного спокою. Румунське телебачення охарактеризувало пісню як «справжній гімн універсальної любові». Музичні критики відзначили мінімалістичне продюсування, а один з них порівняв його з творчістю американської співачки Біллі Айліш. Для участі Роксен у Євробаченні 2020 було зроблено ремастинг версію останнього приспіву «Alcohol You». Упродовж пісні її назва використовується як гра слів для фрази «I'll call you». Щодо вокального виконання Роксен, співробітник ESCUnited зауважив, що вона використовує той самий різкий інді голос, коли монозвукові слова вигинаються.